# Đội tuyển Davis Cup Rwanda
Đội tuyển Davis Cup Rwanda đại diện Rwanda tham gia giải quần vợt Davis Cup và được quản lý bởi Liên đoàn quần vợt Rwanda. Họ chưa tham gia kể từ năm 2013.
Rwanda hiện tại thi đấu ở Nhóm III khu vực Âu/Phi. Đội về đích thứ hai ở bảng 4 nhóm IV năm 2005.

## Lịch sử
Rwanda tham gia kì Davis Cup đầu tiên vào năm 2001.